# 教泉寺 (美濃市)
教泉寺（きょうせんじ）は岐阜県美濃市東市場町にある阿弥陀如来を本尊とする浄土真宗本願寺派の寺院で、山号は青龍山。教泉寺のある東市場町に隣接する南には「千畝町」という地名がある。

## 概要
永禄2年（1559年）に聞名寺の教了が各務郡鵜沼（現在の各務原市）に一宇を建立し、教泉寺と名付けたのが始まりである。その後、織田信長によって寺が焼かれてしまったため、上有知上野へ移転。更に慶長8年（1603年）に上有知藩の藩主金森長近によってあらたに城下町として造られた現在地に移っている。浄土真宗の東西分裂に際しては聞名寺に倣い、浄土真宗本願寺派に属した。伽藍にある山門は尾張藩上有知代官所の門を利用していると伝わる。

## 杉原千畝

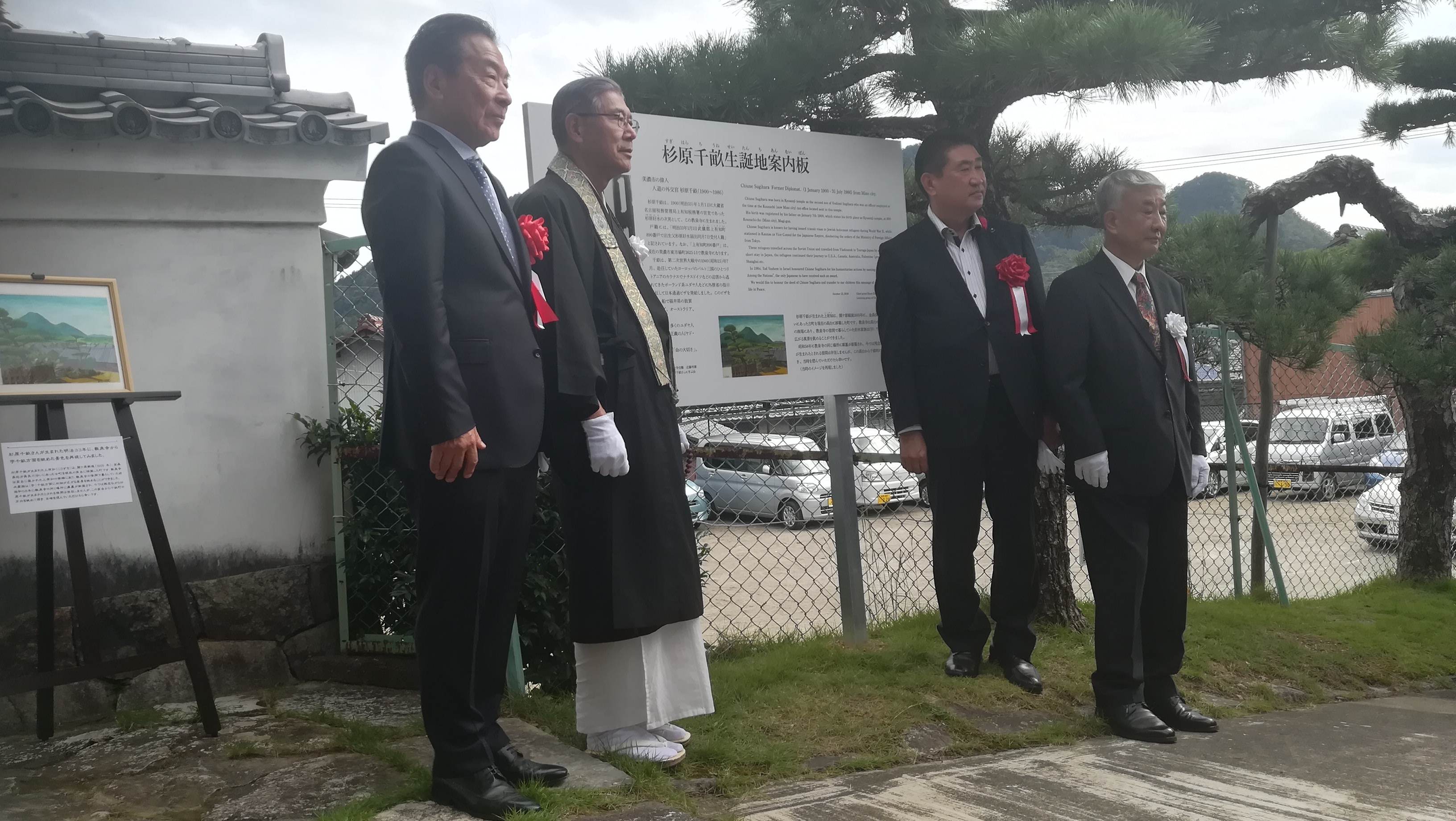
美濃市の教泉寺に設置された杉原千畝生誕地案内板の除幕式典（2018年10月13日）

2018年10月に杉原千畝の出生地として案内板が寺の前に設置された。
杉原の戸籍上の出生地は、当時の武儀郡上有知町890番戸である上有知町890番戸である。この住所は、明治22年7月1日に町制施行により武儀郡上有知町2625-1-1となり、明治44年4月1日に名称改正により武儀郡美濃町2625-1-1となり、昭和29年4月1日に市制施行により美濃市2625-1-1（字名 古市場 通称 東市場町）となった。現在は浄土真宗本願寺派の教泉寺である。